# 자유의지론

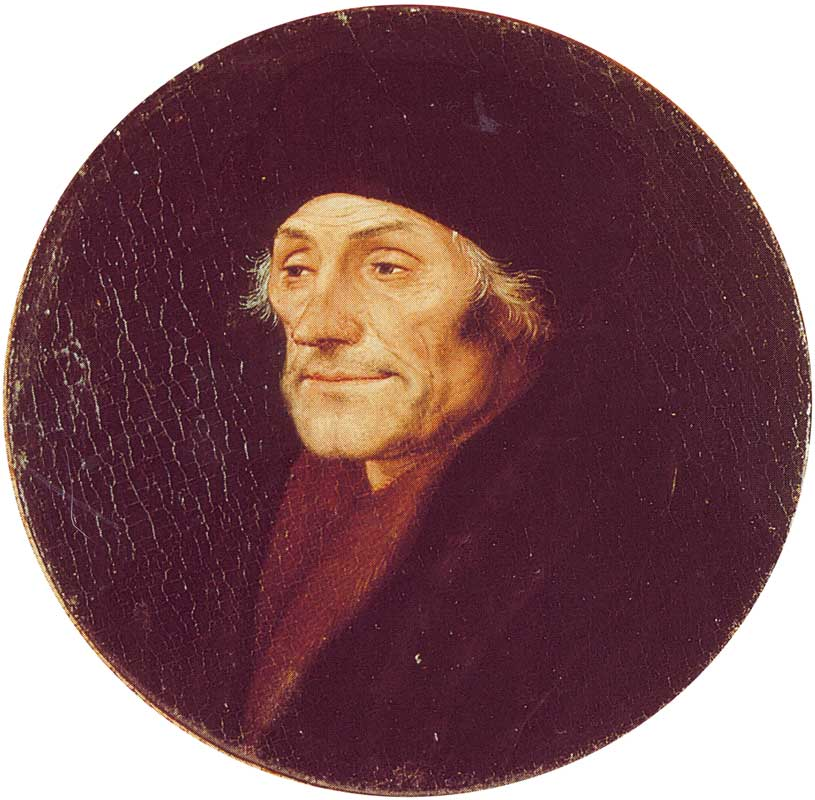

자유의지론(De libero arbitrio diatribe sive collatio, The Freedom of the Will)은 에라스뮈스가 1524년 쓴 작품의 이름이다. 이 작품에 대하여 마르틴 루터는 1525년 노예의지론을 발표하여 반박하였다. 

## 역사
에라스뮈스는 자유의지론의 작품을 루터의 자유의지에 대한 신학을 논박하기 위하여 썼다. 에라스뮈스는 로마 가톨릭교회를 비판했음에도 불구하고 교회는 개혁을 교회안에서 해야한다고 생각하여 루터가 지나치게 멀리 나갔다고 보았다. 이 책에서 인간은 자유의지를 가졌으며 예정론 교리는 성경의 교훈에 맞지 않다고 보았다. 하나님이 사건들에 대한 미리알고계심(foreknowledge)이 사건의 원인이라고 믿는 것을 반대하였다. 대신 회개, 세례, 그리고 회개와 같은 교리는 자유의지의 존재에 맞는다고 보았다. 은혜란 인간이 하나님을 알도록 도와주는 지식이라고 하였고, 자유의지를 사용하여 선과 악을 선택하는 것을 지지하였다. 그런 선택은 예수 그리스도의 속죄를 통하여 구원으로 인도하는 것이라고 보았다.

### 에라스뮈스의 결론
에라스뮈스는 하나님은 인간의 본성을 포함하여 모든 일에 개입하실 수 있지만 그렇게 하지 않도록 하였다. 하나님은 그가 모든 일들 가운데 활발하게 간여하지 않고서도 그 모든 일들이 일어나거나 일어나지 않게 할 수 있기 때문에 그는 모든 사물에 대한 책임을 가진다고 말할 수 있다고 한다.

## 작품
- Luther and Erasmus: Free Will and Salvation, translated and edited by E. Gordon Rupp, Philip S. Watson (Philadelphia, The Westminster Press, 1969)
- The Battle over Free Will. Edited, with notes, by Clarence H. Miller. Translated by Clarence H. Miller and Peter Macardle. (Hackett Publishing, 2012)
- Discourse on Free Will by Ernst F. Winter (Continuum International Publishing, 2005)